# The Ripper
The Ripper é uma canção da banda de heavy metal britânica Judas Priest, compostas por Glenn Tipton e lançada em maio de 1976 como primeiro e único single do álbum Sad Wings of Destiny.[carece de fontes?]
Sua letra fala sobre Jack, o Estripador, famoso assassino do século XIX, de acordo coma perspectiva do criminoso, cujo compositor foi o guitarrista Glenn Tipton que escreveu-a pouco tempo antes de integrar a banda. Durante a gravação do disco de estreia, Rocka Rolla, o vocalista Rob Halford acrescentou alguns toques finais, mas a decisão do produtor Rodger Bain foi de não mencioná-lo nos créditos.
Até o dia de hoje, continua sendo considerada uma de sua melhores canções na década de 1970, incluindo críticos como Steve Huey de Allmusic afirmando que "...os riffs de guitarra de "The Ripper", junto a "Tyrant", são as primeiras manifestações do que ficou conhecido como Nova onda do heavy metal britânico". Por outro lado, o cantor Ozzy Osbourne comentou sobre a canção na coletânea The Chosen Few: "Esta sempre foi uma de minhas canções favoritas do Judas Priest, e só quero saber qual nota Rob Halford atinge no início da canção. Incrível!".

## Faixas
| Vinil de 7" |                        |                          |         |  |
| N.º         | Título                 | Compositor(es)           | Duração |  |
| 1.          | "The Ripper"           | Tipton                   | 2:50    |  |
| 2.          | "Island of Domination" | Tipton, Halford, Downing | 4:32    |  |

| Vinil de 7" (edição limitada) |                     |                                     |         |  |
| N.º                           | Título              | Compositor(es)                      | Duração |  |
| 1.                            | "The Ripper"        | Tipton                              | 2:50    |  |
| 2.                            | "Victim of Changes" | Tipton, Halford, Downing, Al Atkins | 7:47    |  |

| Vinil de 12" (edição de 1979) |                        |                          |         |  |
| N.º                           | Título                 | Compositor(es)           | Duração |  |
| 1.                            | "The Ripper"           | Tipton                   | 2:50    |  |
| 2.                            | "Island of Domination" | Tipton, Halford, Downing | 4:32    |  |
| 3.                            | "Never Satisfied"      | Downing, Atkins          | 4:53    |  |